# Benjamin Kuciński
Benjamin Kuciński pseudonim: benekwalker, (ur. 1 czerwca 1982 w Katowicach) – polski lekkoatleta-chodziarz.

## Osiągnięcia
Zawodnik AZS-AWF Katowice. Olimpijczyk z Aten (2004). Brązowy medalista na 10 km podczas mistrzostw Europy juniorów w Grosseto (2001 - 43:44.87 s.). Złoty medalista młodzieżowych mistrzostw Europy w Bydgoszczy w chodzie na 20 km (2003 - 1:22:07 s.). Siódmy zawodnik MŚ w Helsinkach (2005) w chodzie na 20 km (1:20:34 s.). 2-krotny mistrz Polski Seniorów w chodzie na 20 km. Wielokrotny mistrz Polski juniorów i rekordzista Polski juniorów na 5 km, 10 km i 20 km.

## Rekordy życiowe
- chód na 3000 metrów (bieżnia) – 11:26,29 s. (2005)
- chód na 5000 metrów (hala) – 19:22,38 s. (25 lutego 2006, Spała) – 9. wynik w historii polskiej lekkoatletyki[1]
- chód na 10 kilometrów – 39:08 s. (23 kwietnia 2005, Zaniemyśl) – 3. wynik w historii polskiej lekkoatletyki[2]
- chód na 20 kilometrów – 1:20:34 s. (6 sierpnia 2005, Helsinki) – 6. wynik w historii polskiej lekkoatletyki[2]